# Asthenolabus stalii
Asthenolabus stalii är en stekelart som först beskrevs av Holmgren 1871.  I den svenska databasen Dyntaxa används istället namnet Platylabus stalii. Enligt Catalogue of Life ingår Asthenolabus stalii i släktet Asthenolabus och familjen brokparasitsteklar, men enligt Dyntaxa är tillhörigheten istället släktet Platylabus och familjen brokparasitsteklar. Arten är reproducerande i Sverige. Inga underarter finns listade.